# Cronulla Sharks
El Cronulla Sharks es un club de waterpolo australiano en la ciudad de Sutherland.

## Historia
El club fue fundado 1969 de la unión de dos equipos Gymea Bay y Cronulla Surf Life Saving Club.

## Palmarés
- 2 veces campeón de la Liga de Australia de waterpolo femenino (2006, 2012)
- 5 veces campeón de la Liga de Australia de waterpolo masculino (1994-1996, 1998)